# Wacław Pilkowski
Wacław Pilkowski (ur. 29 września 1945 w Bytomiu) – polski operator dźwięku.
Członek Polskiej Akademii Filmowej. Laureat Polskiej Nagrody Filmowej, Orzeł 2009 za dźwięk w filmie Mała Moskwa.

## Filmografia
jako operator dźwięku:
- Alternatywy 4 (1983) - serial
- Rozmowy przy wycinaniu lasu (1998) - spektakl tv
- Samotność w sieci (2006)
- Mała Moskwa (2008)
- Matka Teresa od kotów (2010)
- 1920 Bitwa warszawska (2011)
- BarON24 (2014) - serial